# Орловка (Грузия)
Орловка (груз. ორლოვკა) — село в Грузии, в Ниноцминдском муниципалитете края Самцхе-Джавахети.

## География
Расположено на левом берегу реки Бугдашени, на высоте 2040 метров над уровнем моря, в 8 км от города Ниноцминда.

## История
Село основано в 1842 году представителями русской христианской секты духоборов. Духоборы были выходцами из села Терпенье Таврической губернии, по названию «малой родины» новое село также получило название Терпенье. Однако в 1847 году оно было переименовано в Орлово, в честь офицера, помогавшего переселенцам обустроиться на новом месте. В советские годы в селе располагался передовой колхоз, который специализировался на выпуске сыра. В начале 1990-х годов русское население села в основном переехало в Россию.

## Население
По данным на 2002 год население села составляло 337 человек (166 мужчин и 171 женщина). 60 % населения села составляли армяне, 37 % русские.
По данным переписи 2014 года в селе проживало 249 человек, из которых армяне составляли 73 % населения, грузины — 23 % и русские — 4 %.